# Myingyi Kyun
Myingyi Kyun är en ö i Myanmar.   Den ligger i regionen Ayeyarwady, i den södra delen av landet, 400 km sydväst om huvudstaden Naypyidaw. Arean är 0,16 kvadratkilometer.
Terrängen på Myingyi Kyun är platt. Öns högsta punkt är 27 meter över havet. 